# Heinrich Marschner
Heinrich August Marschner (ur. 16 sierpnia 1795 w Żytawie, zm. 14 grudnia 1861 w Hanowerze) – niemiecki kompozytor romantyczny, twórca oper.
Debiutował w 1810 baletem Dumna wieśniaczka. Studiował prawo w Lipsku, w 1823 został dyrektorem muzyki w Dreźnie a w latach 1831–1859 kapelmistrzem Hoftheater w Hanowerze. W 1820 w Dreźnie – dzięki protekcji Carla Marii von Webera – wystawiono operę Marschnera pt. Heinrich IV und d'Aubigné. Po śmierci Webera nie udało się Marschnerowi zostać jego następcą na stanowisku dyrektora opery drezdeńskiej. W 1826 Marschner opuścił Drezno i wyruszył do Lipska, a później do Hanoweru. Zyskał sławę dzięki pełnym demonicznych i niesamowitych nastrojów operom, wśród których popularność zdobyły Wampir (Der Vampyr) (1828) oraz Hans Heiling (1833).
Odznaczony bawarskim Orderem Maksymiliana (1853).

## Opery
- Titus (1817)
- Der Kiffhäuser Berg (1817)
- Saidar und Zulima (1818)
- Heinrich IV und d'Aubigné (1819)
- Der Holzdieb (1825)
- Lukretia (1827) (Op. 67)
- Wampir (1828)
- Der Templer und die Jüdin (1829)
- Des Falkners Braut (1830) (Op. 65)
- Hans Heiling (1833)
- Der Bäbu (1838)
- Das Stille Volk
- Ali Baba
- Der Wiener in Berlin
- Fridthjof's Saga
- Kaiser Adolf von Nassau (1844) (Op. 130)
- Austin (1852)